# Wet op de strandvonderij
De Wet op de strandvonderij is een Nederlandse wet die dateert uit 1931.
In alle aan zee grenzende gemeenten is een strandvonder aangesteld om controle en het beheer uit te oefenen over aangespoelde en gestrande zaken.
Formeel wordt dit ambt door de burgemeester van de betreffende gemeente uitgeoefend.